# آبلش
کوی آبلش نام منطقه‌ای مسکونی، کشاورزی و دامداری در کوهپایه‌های رشته کوه زاگرس در شهر تشان در شهرستان بهبهان در استان خوزستان در ایران است.

## ویژگی‌ها
کوی آبلش دارای دو بخش بالا و پایین است که بخش بالا از جادهٔ اصلی به سوی کوه پایه و بخش پایینی از جاده به سوی پایین است. آب و هوای آبلش کوهپایه‌ای و بیشتر، گرم است. این منطقه از شمال به دشت‌های کشاورزی دیمی تا رسیده به منطقهٔ تنگ بن؛ از جنوب به دشت‌های بدون آبی که تا روستاهای سرجوشر(ها) ادامه دارد؛ از مشرق به کوه‌های زاگرس و از مغرب به باغستان‌ها و آثار باستانی دورهٔ ساسانی و زمین‌های کشاورزی تا رسیده به منطقه‌های پایین محدود است.
از بهبهان به سمت آبلش باید از بخش کردستان بزرگ (غرب بهبهان)، کردستان کوچک، حسین‌آباد آقا، حسین‌آباد شیخ، بدلی، کره سیاه، گراب، آل طیّب، حیات آباد، قالند، شهرک نیروی هوایی، تیپ دوم امام حسن مجتبی سپاه پاسداران، شهرویی، دودانگه، دوراهی لیکک (بهمئی)، ویسی بزرگ و ویسی کوچک، تاکاییدی، آهنگران، پیرآباد، تل کهنه، چهاردهی، یوسفی، مشهد، ده ابراهیم (شاه غالب)، ثارالله و شهرک طالقانی عبور کرد. منطقه‌های بعد از آبلش در مسیر جادهٔ اصلی تا آخر نیز عبارت اند از کلگه زار، مسیری، درب (دبر؟) مورگاه، سرجوشر بدر، سرجوشر قدس، سرجوشر عدالت و سرجوشر آزادی.
منطقه‌های نامبرده همگی در محدودهٔ جغرافیایی شهرستان بهبهان و شهر تشان جای می‌گیرند.

## مردم
شهروندان این منطقه همگی از نژاد لُر؛ و  از طایفهٔ‌های تاج الدین طیّب (نک: طایفه تاج طیب)ـ یکی از طایفه‌های ایل طیبی ، سادات امامزاده یحیی(شیخ هابیلی)، طایفه شهمسیری از ایل بهمئی، و  سادات سیدمحمود (رضا توفیق)  و شماری دیگر از خانواده‌های پراکنده هستند.

## تاریخ مختصر آبلش
«آبلش» رسماً و عرفاً نام محلی باغستانی با خانه‌های خشت و گِلی بود که عموم مردم و جمعیت اصلی روستا در آن زندگی می‌کردند و بعدها به سرزمین تقریباً خالی از سکنهٔ بالای روستا و در کنار کوهپایه آمده و در آن جا ساکن شدند (آبلش کنونی)
این منطقه در آغاز به دو شخص بزرگ معروف بود. پایین آبلش به مشهدی عباسقلی طیب و بالای آن(که به آن قلعه‌بجی می‌گفتند) به حاج سیدفرج فرزند سیدفتَاح از سادات شیخ هابیل تعلق داشت. زمین‌های کشاورزی و چشمه ها هم متعلق به این دو شخص بود.(چشمه گرابی متعلق به حاج فرج و چشمه بَرم متعلق به مشهدی عباسقلی بود) هر دو شخص هم اصالتاً اهل دهدشت بودند که در آن زمان(عهد ناصرالدین شاه) جزو قلمرو بهبهان به شمار می‌آمد. مشهدی عباسقلی و حاج فرج هم نسبت خویشاوندی با هم دارند(بی‌بی گل همسر مشهدی عباسقلی دختر ملارضا؟ و خواهر حاج سیدفرج بود). حاج فرج از مالداران و با نفوذهای آن زمان و مشاوران محمدعلی‌خان بهمئی بود. همانگونه که بعدها خواهد آمد، بیشتر منطقه آبلش در اختیار خاندان قیصرخان بود که پس از اینکه به دلایلی میان او و کلانتر بهبهان و خان‌های بهمئی اختلاف پیش آمد از خانیِ منطقه عزل شد و تمام زمین‌های متعلق به قیصرخان میان حاج فرج و مشهدی عباسقلی تقسیم شد.
 عباسقلی طیب از مهاجران استان کهگیلویه و بویر احمد کنونی  به‌دلیل اختلافات قومی و جنگ‌های قبیله‌ای با برادرزادگان خود است. باید دانست پیش از ورود خاندان عباسقلی طیب و ملا فتاح پدر حاج فرج، خاندان قیصرخان طیب حاکمان اولیۀ آبلش و زمین‌های مربوط به آن بودند.
بعدها نام دیگرِ منطقه که هم‌اکنون آبلش است به‌طور رسمی بر منطقه گذاشته شد. پیش از شکل‌گیری آبلشِ کنونی، مردم در پایین روستا (در باغ‌ها و مزارع) زندگی می‌کردند و از دیرباز یک خانواده از ایل بهمئی([کی]علی بهمئی) در بالای منطقه در آثار باستانی به جامانده از دورهٔ ساسانیان زندگی می‌کرد که اکنون خاندانی با چندین خانوار هستند. کمی بعد، مردمی از طایفه‌های دیگر ایل بهمئی و طایفه‌های ایل طیبی به این منطقه آمدند و از عباسقلی؛ و بعدها از پسران و بستگان او درخواست زمین کردند و در آنجا ساکن شدند.
در سالیان اخیر مهاجران بیشتری از مناطقی از کهگیلویه و بویر احمد مانند بخش چاروسا، قیام، بَرَمُل، دهدشت، موگِر، آب بهاره، دیشموک و مناطق پشتکوه (زاگرس) و بَجَک به آبلش آمده و به‌طور دائم یا موقت ساکن شدند.
بعضی از این خانواده‌های مهاجر در اندک زمانی پس از سکونت، با برخی از شهروندان اولیه یا قدیمی آبلش وصلت کردند.
زبان مردم آبلش لری است و گویش آنان به زبان فارسی بسیار نزدیک است.

## شهدای آبلش
شهدای آبلش عبارت است از شهید غلامحسین باج، شهید عزیزالله باج، شهید خانعلی طیّب، شهید محمدخون عسکری نژاد، شهید غلام مسیری مطلق، شهید ظفرقلی جمشیدی، شهید نصیر حامدی پور و شهید یوسف استاد.
شش شهید اول در آبلش، و شهید حامدی پور در روستای بجک و شهید یوسف استاد در روستای تنگ بن دفن شده‌است. دلیل این کار تعلق زادگاهی شهید به آن منطقه بوده‌است.
در نیمهٔ اول سال ۱۳۹۳ نام این شهیدان به همراه تنی چند از شهدای وابسته به مردم آبلش (مانند شهید هدایت الله طیّب، دانشجوی  درحال تحصیل در آمریکا در زمان بروز جنگ ایران و عراق و از برادرزادگان مشهدی عباسقلی طیب) که از مناطق دیگر هستند، بر کوچه‌های آبلش گذاشته شد.
شمار قابل توجهی از مردان آبلش از رزمندگان مدافع ایران در جنگ عراق علیه این کشور بودند.
در زمان بروز جنگ و دو مورد حملهٔ موشکی به شهرستان بهبهان، بسیاری از مردم آبلش، اتاق یا اتاق‌هایی از خانه خود را در اختیار جنگ زدگان برای یک یا چند سال قرار دادند.

## هنر و ادب و علم آبلش
آبلش دارای تحصیل کردگان و دانشجویان فراوانی است و افراد بسیاری از آبلش به منصب آموزش، قضاوت، استادی در دانشگاه، پزشکی، معلمی و جز آن رسیده‌اند.

### چشمه‌سارها
آبلش دارای دو سرچشمهٔ آب است که به زبان محلی یکی گرابی و دیگری برم است. این دو برکه و سرچشمه در کنار یکدیگر جای گرفته‌اند. ابعاد گرابی نزدیک به ۳ متر در ۶ متر است و عمقی نزدیک به ۱ تا ۱٫۵ متر دارد. گرابی تا اندازه‌ای دارای ویژگی‌های درمانی آب درمانی است و گاهی از جاذبه‌های گردشگری این منطقه به‌شمار می‌آید. گاهی از گرابی، بوهای نامطبوعی بلند می‌شود که مردم بومی و قدیمی آبلش استشمام و بلندشدن این بوها را هشداری برای وقوع زلزله می‌دانند و در موارد فراوانی همین هشدار به واقیعیت منجر شده‌است.
دلیل احتمالی تسمیهٔ آبلش به این نام، وجود همین گرابی است که «آبی زشت» (در زبان لری منطقه: او لیش) است. نام آبلش از همین تلفظِ منسوب به گرابی برداشته شده‌است. یعنی منطقه‌ای که آبی لیش (زشت یا بد) دارد.
از این آب، یکی دو ضرب‌المثل در زبان مردم بومی آبلش و منطقه نیز به جا مانده‌است. یکی از این ضرب‌المثل‌ها برگرفته از «رنگ به رنگ شدن گرابی» است. آبِ گرابی هر از چندگاهی به رنگی خاص در می‌آید و رنگ سبز نیمه روشن معروف‌ترین رنگ آن است. گاهی سبز سیاه یا سبز سیر و گاهی سفید روشن و گاهی نیز آبی روشن است. بر همین اساس به کسی که مرتب از حرفی به حرف دیگر موضع عوض می‌کند می‌گویند: فلانی مانند آب گرابی مرتب رنگ عوض می‌کند (لری: چی او گرووی رنگ وه رنگ ایبوی).
دومین چشمهٔ آبلش، بَرم است. برم مهم‌ترین چشمهٔ آب در آبلش است و ابعادی نزیک به ۳۰ در ۸۰ متر دارد. برم نیز مانند گرابی در بخش پایینی آبلش جای دارد و آب هر دو تلخ و غیرقابل نوشیدن است. برم تمام زمین‌های کشاورزی و برنج کاری و سیفی کاری آبلش را آبیاری می‌کند.
از آب گرابی نیز برای آبیاری محصولات کشاورزی استفاده می‌کنند و تأثیری بر کیفیت یا مسموم شدگی آن‌ها ندارد.
یک مورد آب شیرین نیز در کنار آبلش وجود دارد که در دوران گذشته به همراه چشمهٔ آب شیرین مشهد تشان مورد استفادهٔ مردم آبلش بوده‌است ولی امروزه متروک و تقریباً ناپدید شده‌است.
مردم منطقه از این آب‌ها برای آب‌تنی و شناکردن و سرگرمی و همچنین در مواقع قطع آبِ لوله کشی، برای شست‌وشوی لباس‌ها، ظروف و فرش و پتوی خود نیز استفاده می‌کنند.

### سنت‌ها
آبلش در کوهپایه‌های رشته کوه زاگرس جای دارد. پایین این رشته کوه، دشتی به نام پاتاوه است که از خار و گیاهان معطر و دارویی  ازجمله مریم نخودی (با نام محلی حلپه) پوشیده شده‌است. بعضی از مردم آبلش در زمستان پس از هر بارندگی برای جمع‌آوری قارچ‌های خودرو با اهداف غیر اقتصادی و صِرفاً تفریحی(؟) به پاتاوه و دامنه کوه می‌روند.

### پوشش
پوشش مردم آبلش در گذشته‌های دور تا رسیده به دوران قاجار همان پوشش مردم بختیاری (مردها: چوقا و دبیت/ زنان: لباس محلی لری) بوده‌است. اما از دورهٔ پهلوی و کشف حجاب به این طرف، مردان کم‌کم پوشش کهن را کنار گذاشته و لباس امروزی پوشیدند ولی لباس زنان همان لباس کهن ماند با این تفاوت که دختران امروزی دیگر از پوشش مادران خود استفاده نکرده و تنها در مراسم عروسی به صورت نمادین و برای حفظ اصالت لری لباس، آن لباس را می‌پوشند و می‌رقصند. نوع رقص هم «دستمال بازی» لری است که به صورت چشمگیری در تمام مناطق لُرنشین رواج دارد.
رقص لری مردان به دو صورت انجام می‌گیرد، یکی همان دستمال بازی است که زنان و مردان هماهنگ با هم و با یک ریتم و نوسان می‌رقصند؛ و دیگر چوب بازی است که فقط مردان بازی می‌کنند.
چوب بازی به این شکل است که معمولاً همراه بازی نواختن طبل و بوق (تشمال/ به زبان محلی: مهتر) یک مرد، چوبی بزرگ و پایه به دست می‌گیرد و مردی دیگر ترکه‌ای محکم یا نسبتاً محکم. هر دو مرد مدتی کوتاه (نزدیک یک تا دو دقیقه) به شکلی که در هر پرش یک پا را به سمت پشت دولا می‌کنند به دور هم می‌چرخند و سپس در مقابل هم قرار می‌گیرند. مرد پایه به دست، حالت تدافعی و مرد ترکه به دست حالت تهاجمی می‌گیرد و به قصد ضربه زدن، در اصطلاح چوب را چپ و راست می‌کند.
ضربه زدن هم قانون دارد و چوب باید به از زانو به پایین بخورد.
این رقص در فرهنگ‌های دیگر مانند بلوچ و ترکمن به اشکالی نزدیک به همین سبک با کمی تفاوت در شکل چوب‌ها و روش بازی، انجام می‌گیرد.

### آموزش
آبلش تنها یک مدرسه با نام مدرسۀ راهنمایی و دبستان شهید مهدی عراقی دارد که همین یک مدرسه تنها ویژهٔ دو پایهٔ راهنمایی و دبستان است و دانش آموزان برای ادامهٔ تحصیل در مقطع دبیرستان به ناچار باید به شهر بهبهان بروند یا در دبیرستان منطقه‌های پیرامون مانند دبیرستان دخترانهٔ آفرینش کلگه زار، دبیرستان دخترانهٔ معراج مشهد تشان و دبیرستان پسرانهٔ ۱۳ آبان تشان درس بخوانند.
روستای تنگ بن و روستای سادات رضا توفیق آبلش نیز صِرفاً از نظر تقسیم‌بندی شهری و سیکل اداری ـ آموزشی زیرمجموعۀ آبلش است.
همچنین پایگاه بسیج روستای بجک نیز زیرمجموعۀ پایگاه بسیج کوی آبلش است.
منطقه‌ای در استان کهگیلویه و بویراحمد نیز به نام دشت آبلش وجود دارد.

## نگارخانه

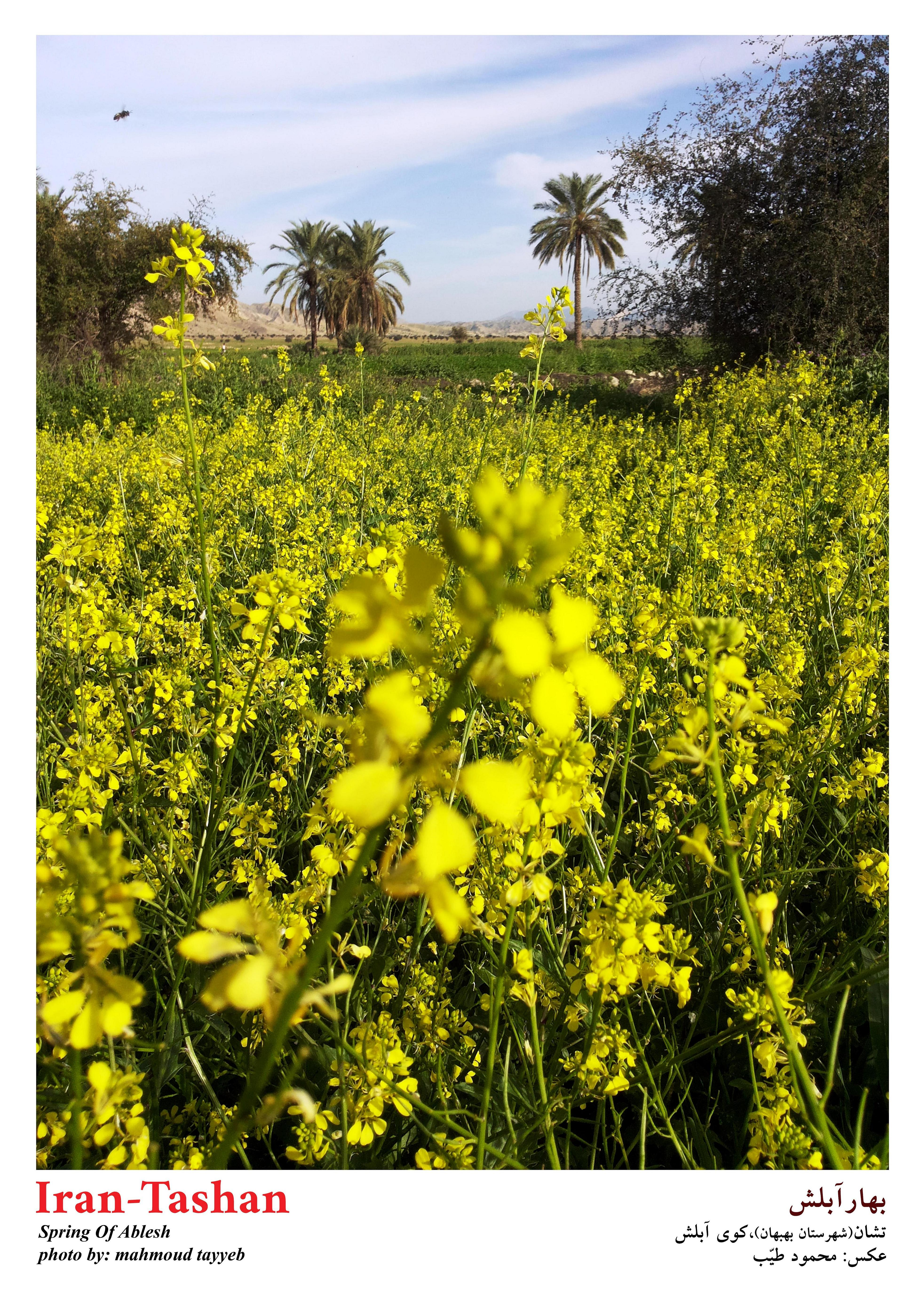
بهار کوی آبلش در شهر تشان
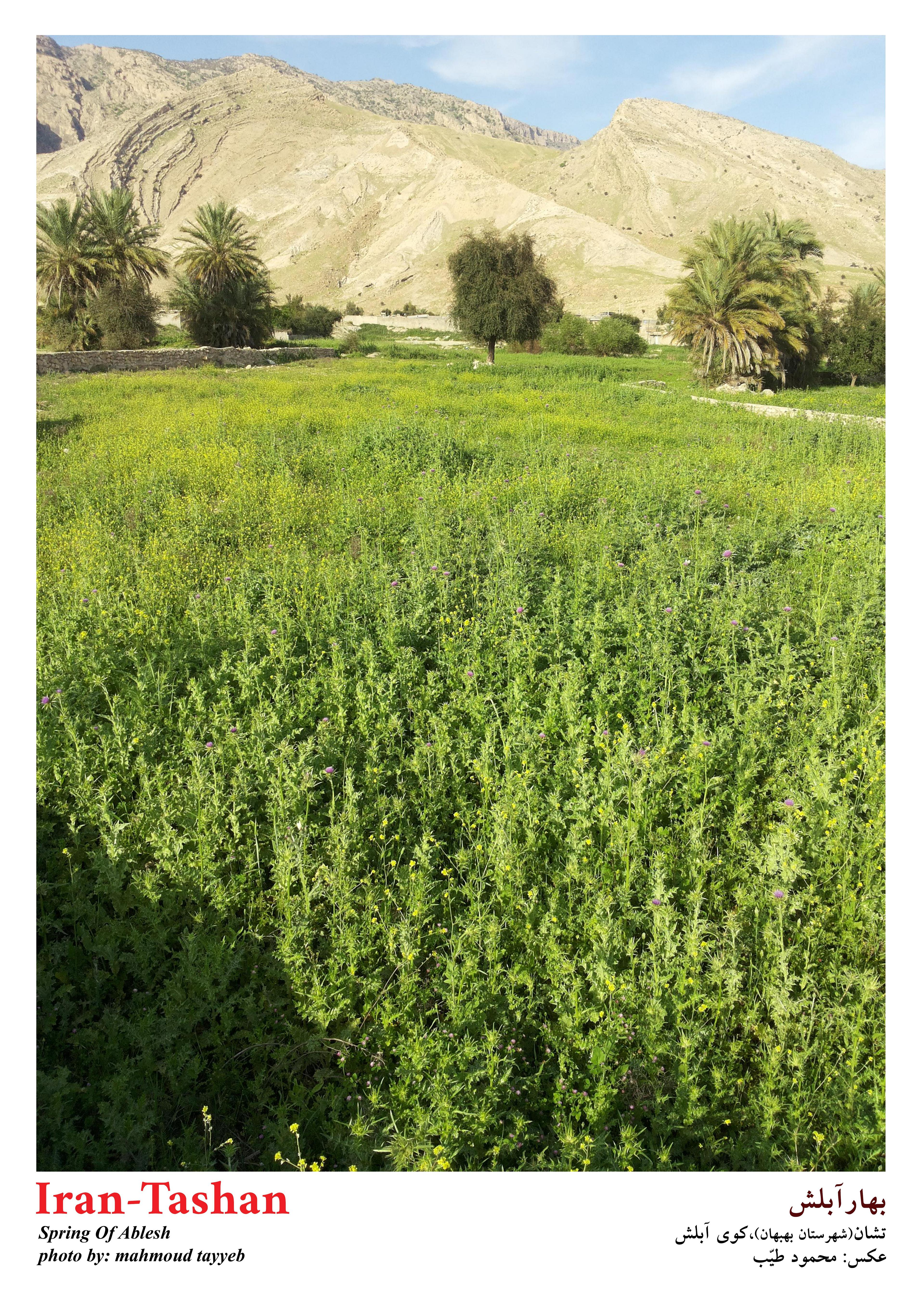
بهار در آبلش در  شهر تشان
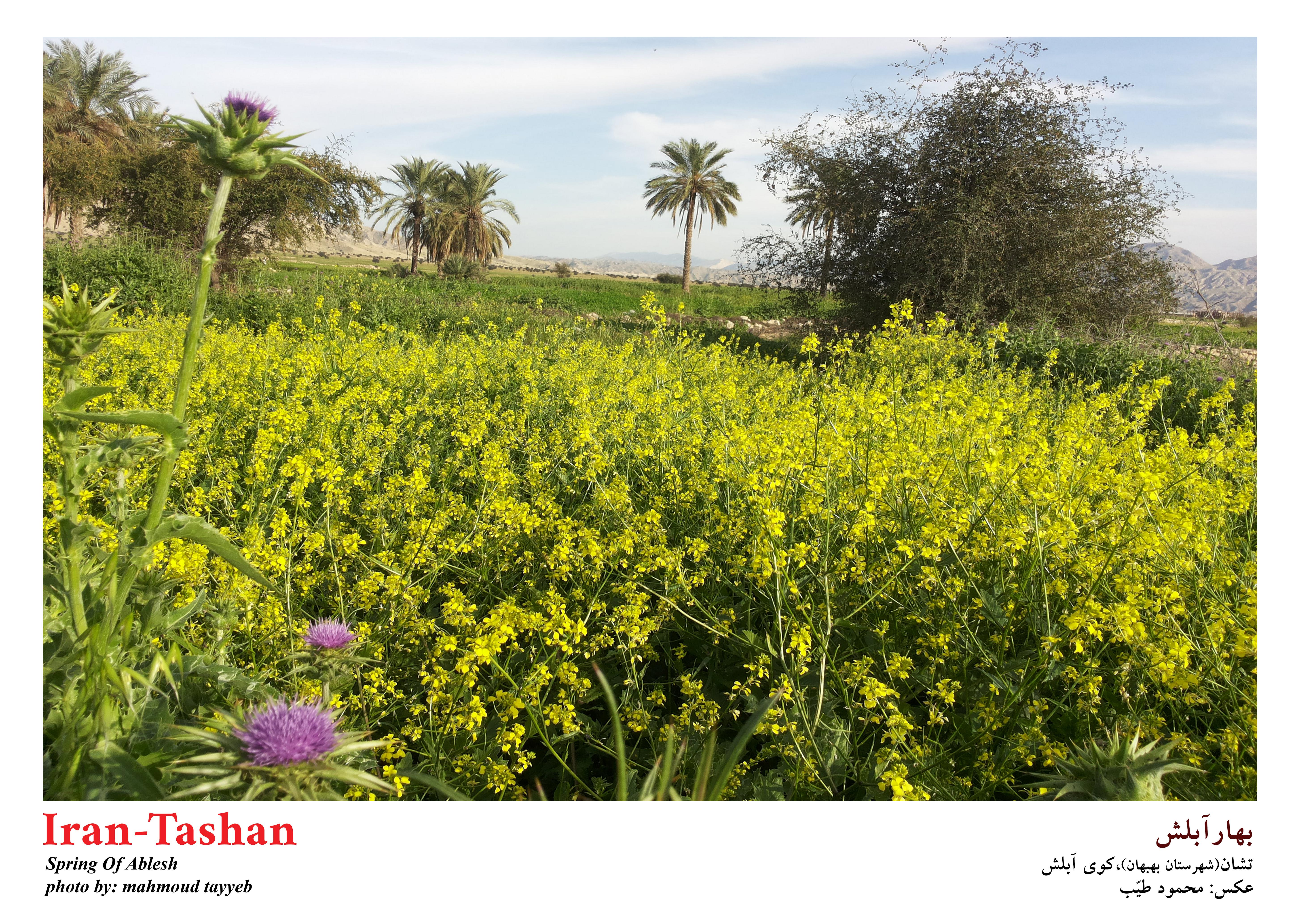
آسیاب آبی تاریخی کوی آبلش شهر تشان
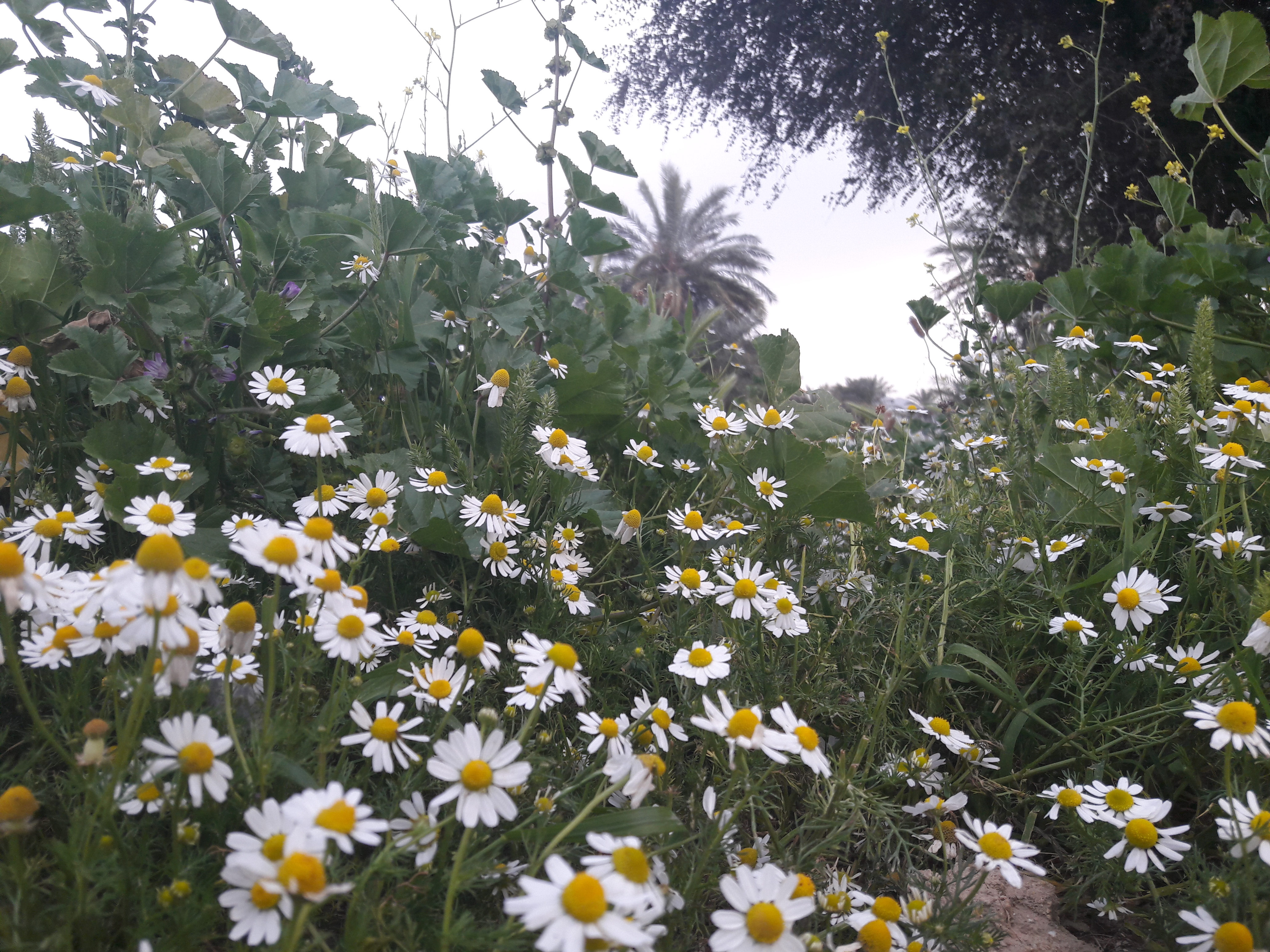
گل‌های بابونه در کوی آبلش]]|گل‌های بابونه در کوی آبلش شهر تشان
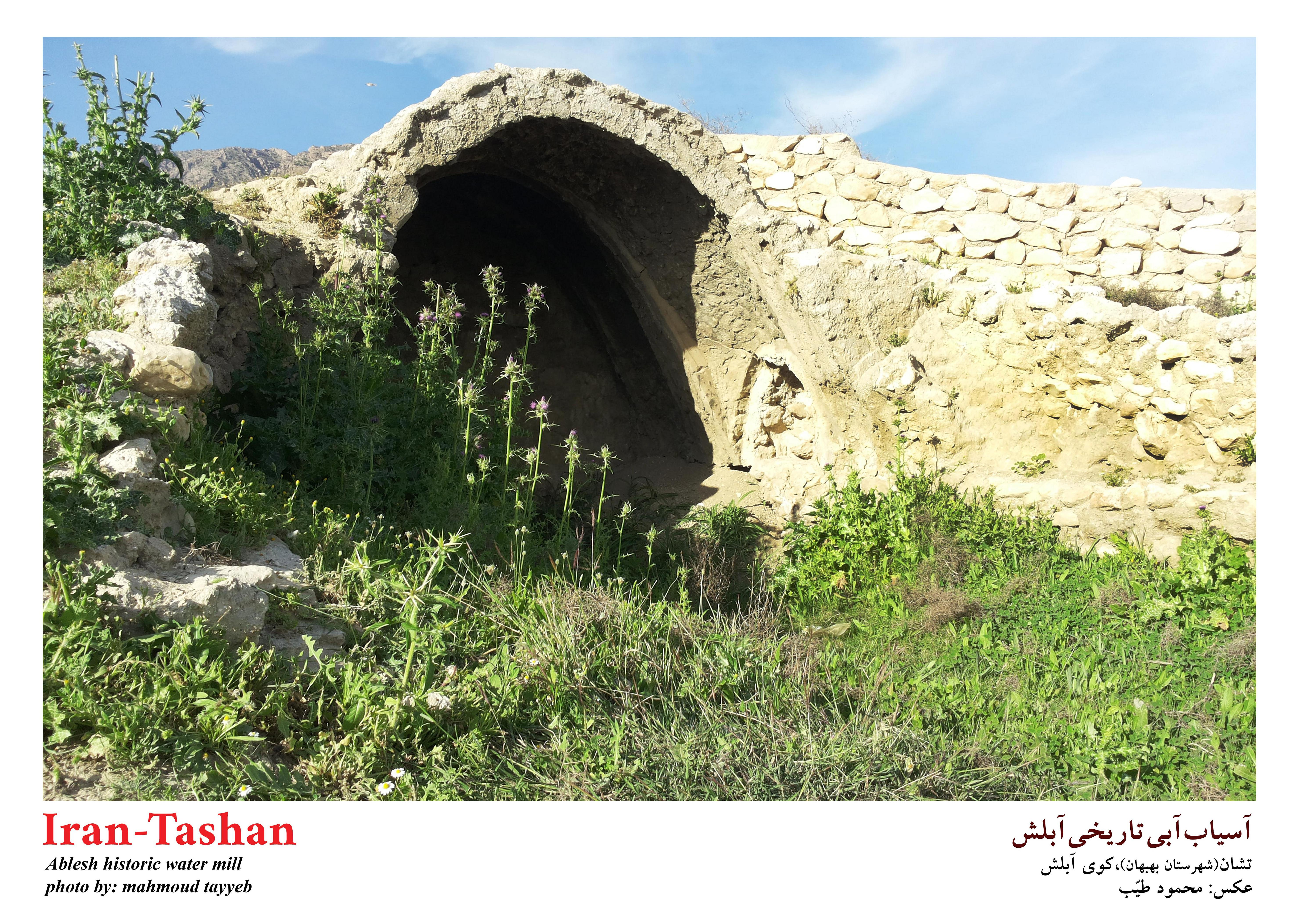
آسیاب آبی تاریخی کوی آبلش شهر تشان
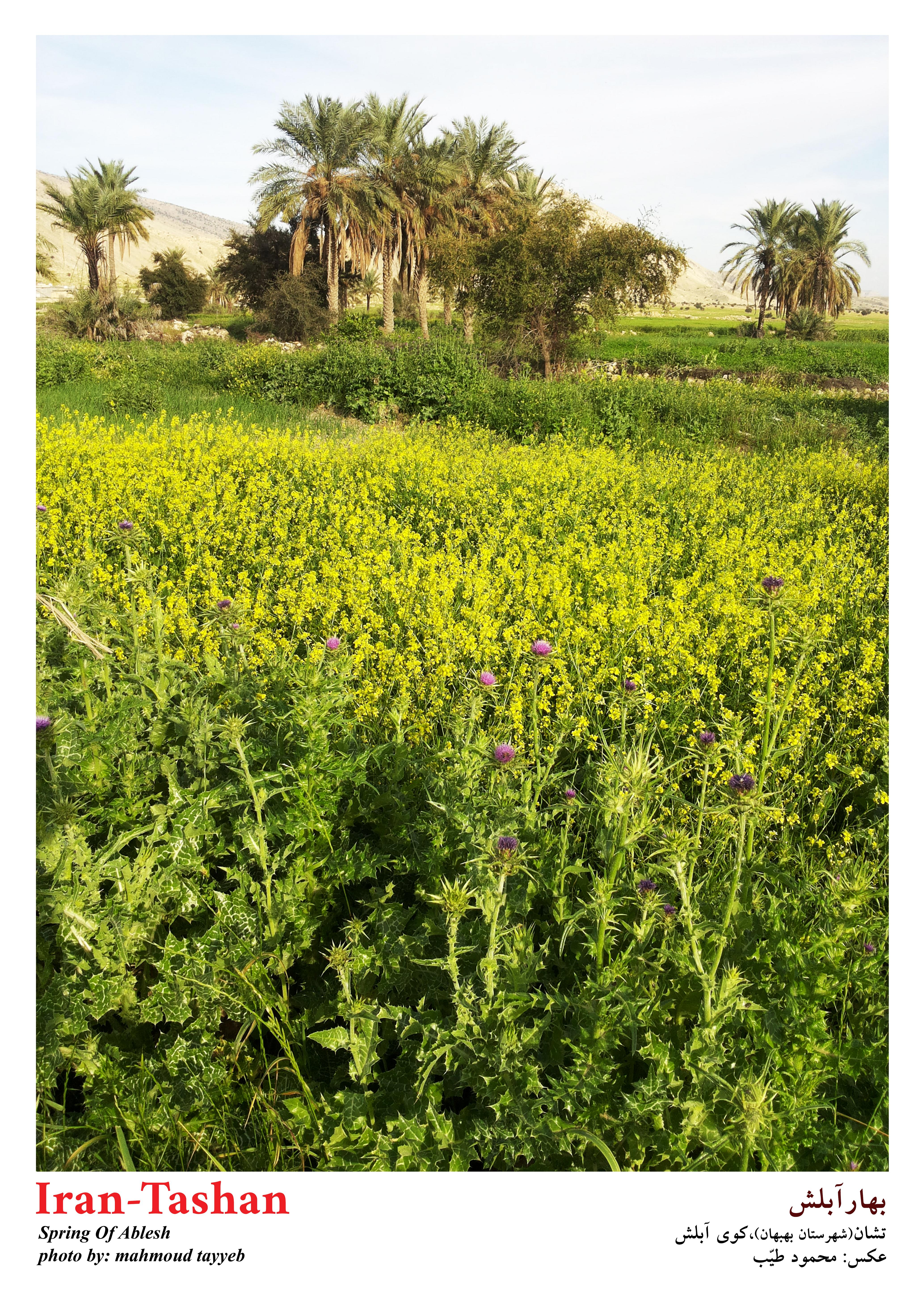
طبیعت آبلش شهر تشان
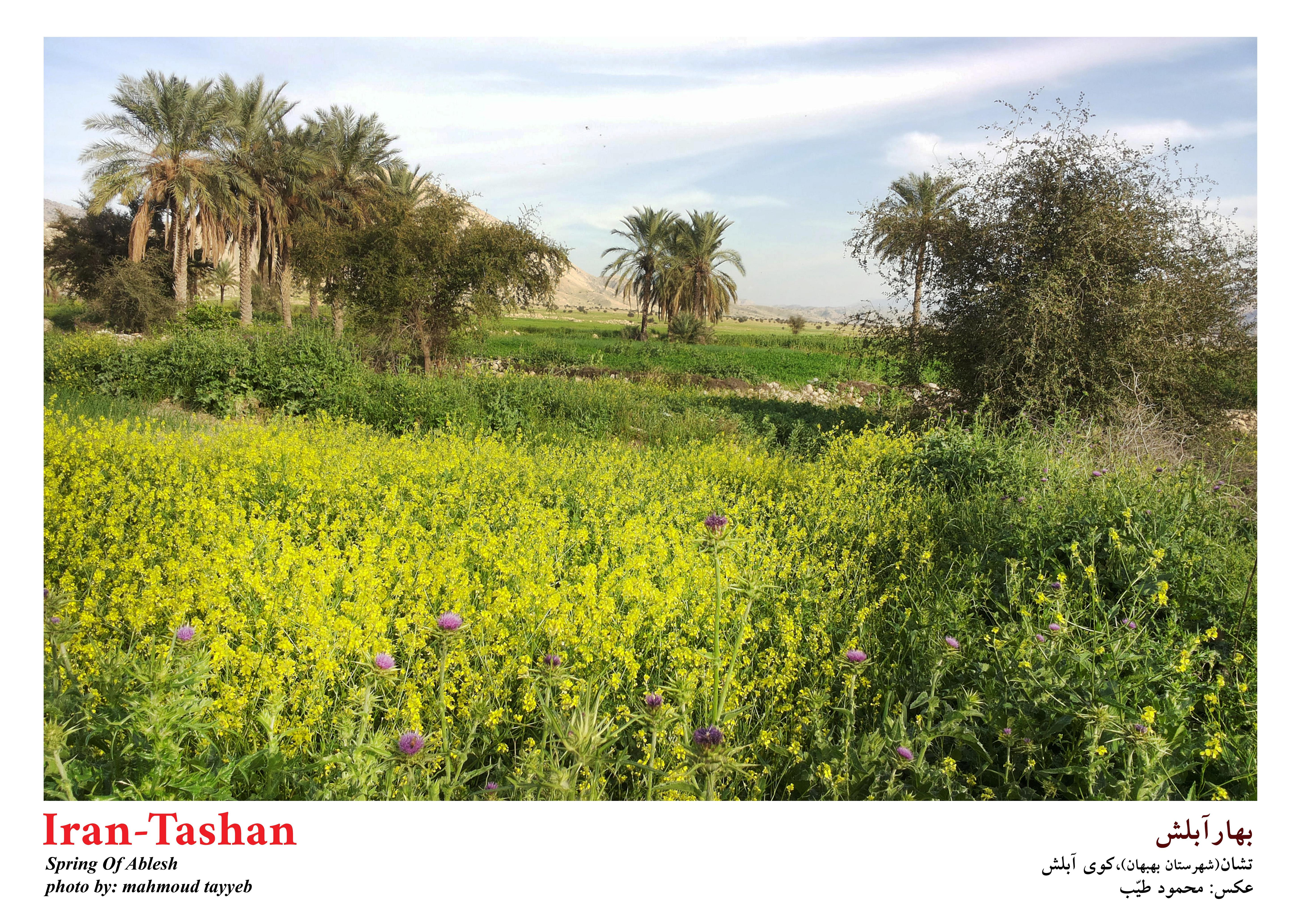
بهار آبلش تشان]]|بهار در کوی آبلش شهر تشان
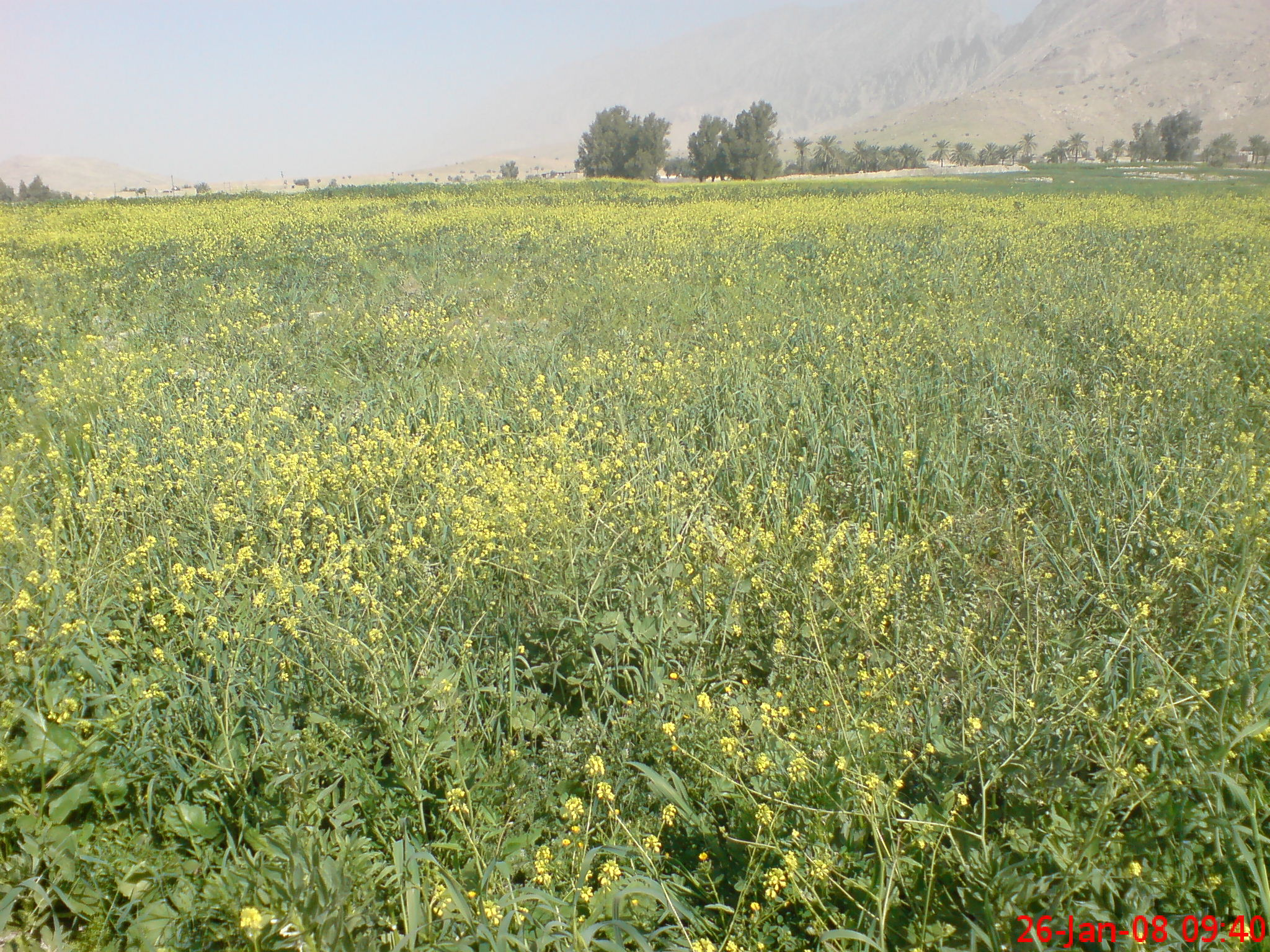
بهار آبلش تشان]]|بهار در کوی آبلش شهر تشان
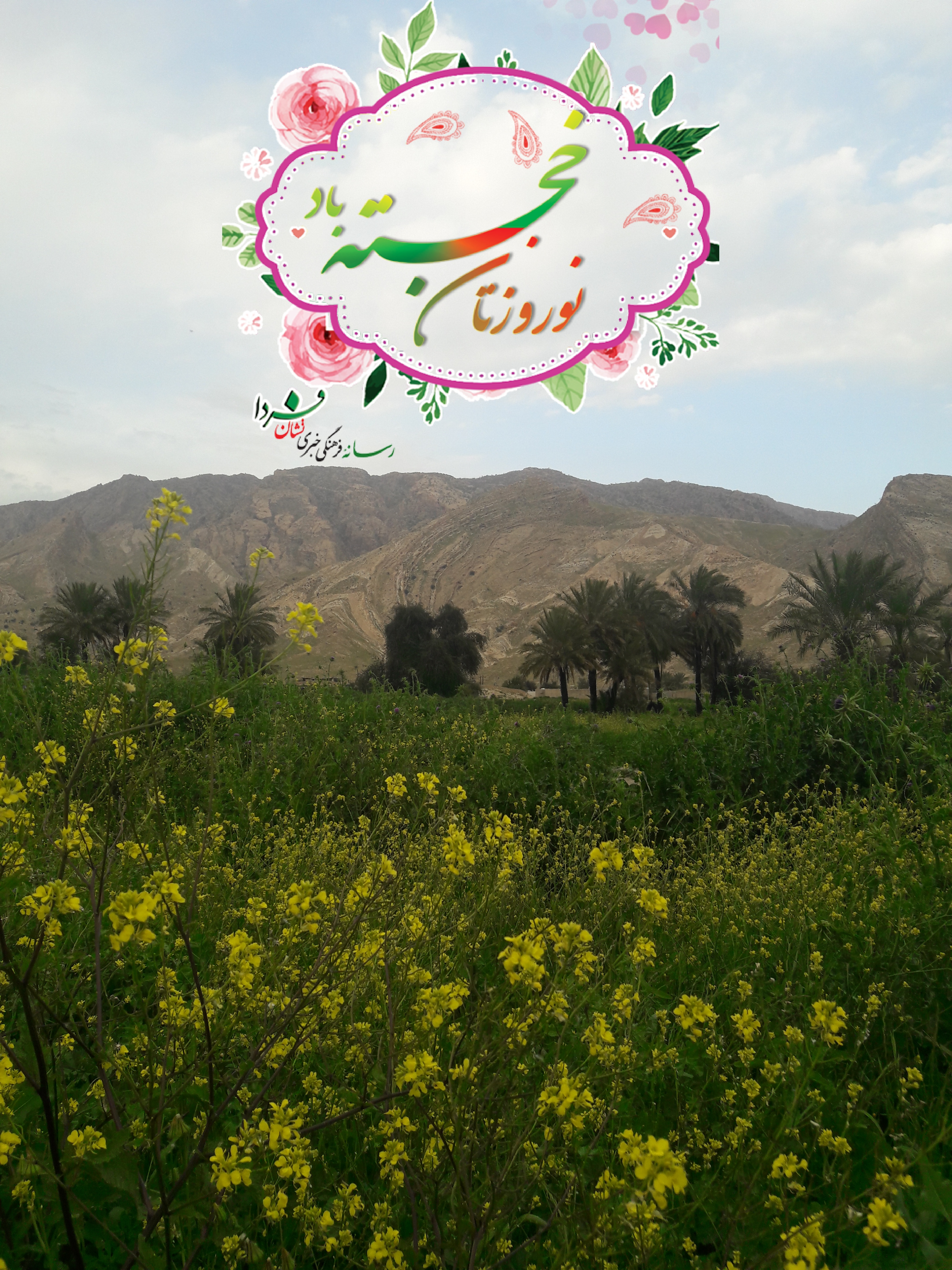
طبیعت آبلش شهر تشان
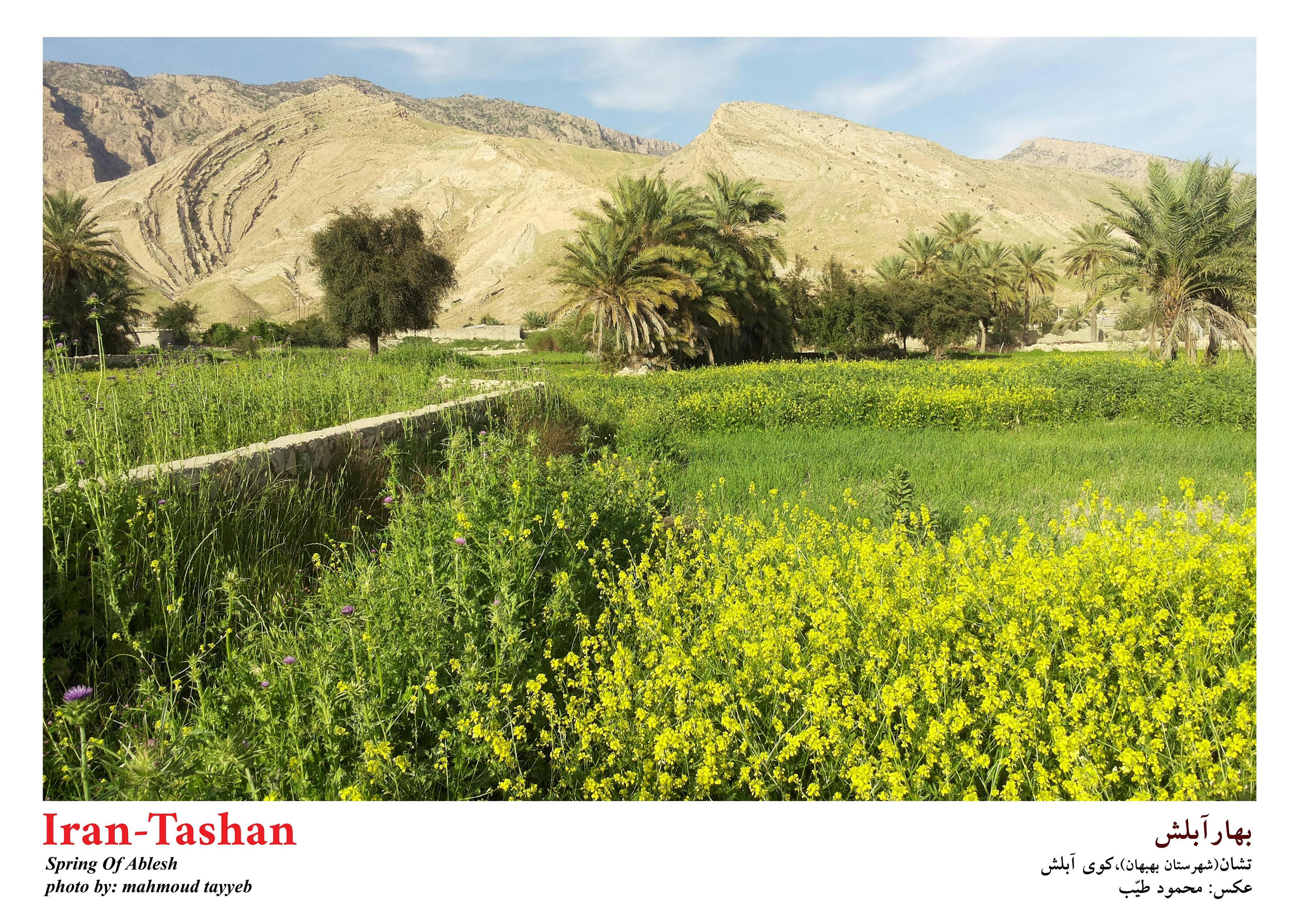
نمای بهاری کوی آبلش]]|نمای بهاری کوی آبلش